# Wipotec

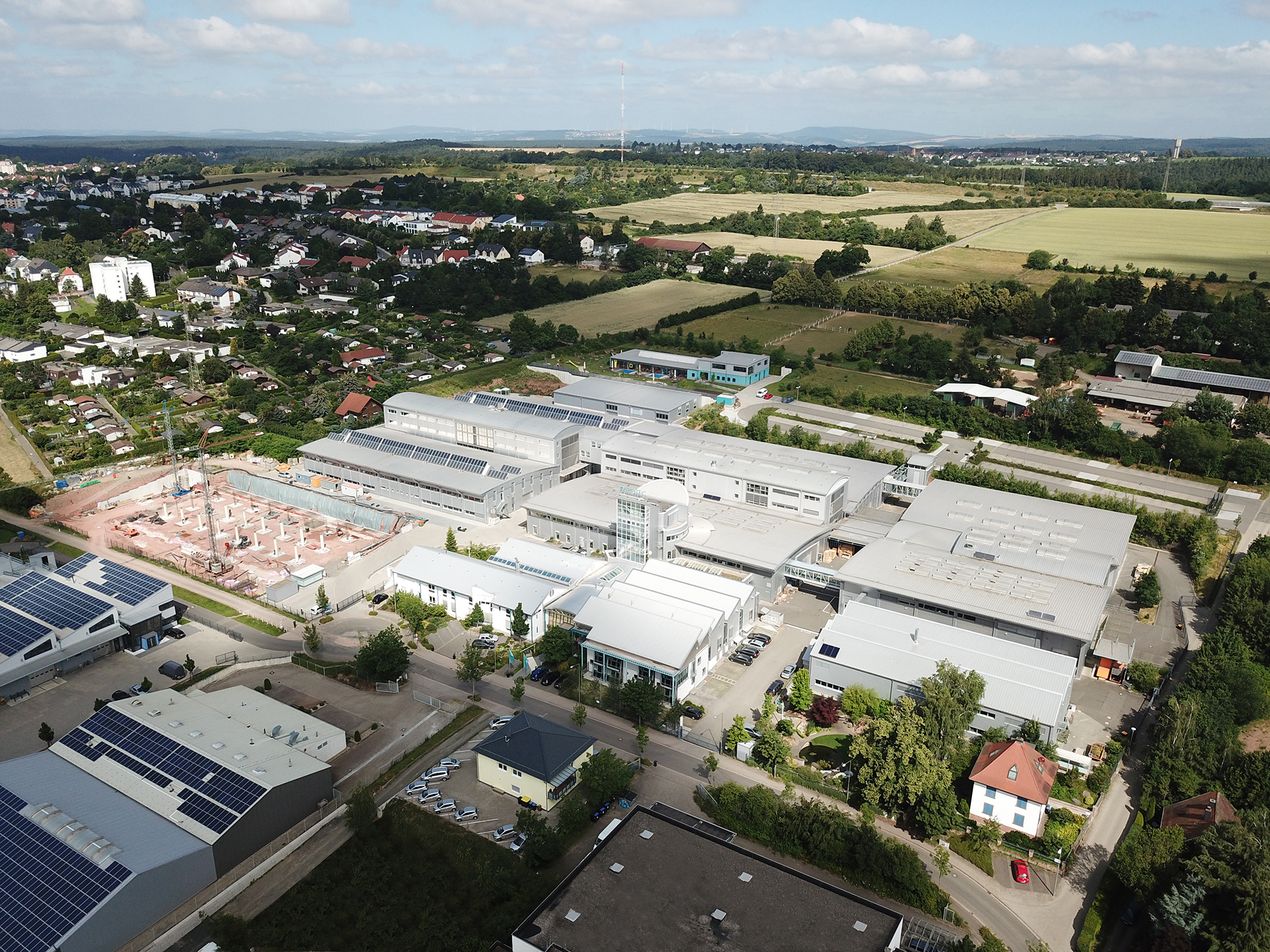
Luftaufnahme des Wipotec-Firmengeländes

Die Wipotec GmbH ist ein Anbieter von Wäge- und Inspektionstechnologie mit Sitz in Kaiserslautern. Das Unternehmen verfügt international über 18 Niederlassungen und beschäftigte im Jahr 2022 durchschnittlich 1200 Mitarbeiter, davon 869 Mitarbeiter in Kaiserslautern. Der Umsatz belief sich im Jahr 2023 auf 168,7 Millionen Euro.

## Geschichte
Das Unternehmen wurde 1988 von Udo Wagner, Theo Düppre und Haigis Waagenbau als Wipotec Wiege- und Positioniersysteme GmbH in Kaiserslautern gegründet. Dort entwickelten sie die Monoblock-Wägezelle, eine Wägetechnik, die für den industriellen Einsatz konzipiert wurde.
1996 erhielt Wipotec einen Auftrag der amerikanischen Post zur Lieferung von Durchlaufwagen. Außerdem wurde eine eigene Zerspanungsabteilung eingerichtet. Zwei Jahre später folgte die Gründung einer Vertriebsniederlassung in den USA. Im Jahr 2000 beschäftigte das Unternehmen 200 Angestellte.
Ebenfalls 1996 entstand in Schwäbisch Hall mit einem Partner die erste Vertriebstochter. Diese wurde 1999 zu einer hundertprozentigen Tochter von Wipotec und firmiert später zur OCS Checkweighers GmbH um. 1999 wurde das Angebot um doppelspurige Waagen und integrierte Metalldetektoren erweitert.
2008 begann Wipotec an seinen Unternehmensstandorten den Aufbau einer nachhaltigen Energieversorgung mittels Erdwärme. In den folgenden Jahren wurde die unternehmenseigene Energieversorgung durch Projekte für PV-Anlagen, Windkraft, Wasser-Luft-Wärmetausch und Batterien ausgebaut. Wipotec expandierte danach international und bis 2011 gründete das Unternehmen Niederlassungen im europäischen Ausland und den USA. Der Jahresumsatz betrug zu dieser Zeit über 50 Millionen Euro. 2012 baute Wipotec auch seinen Standort in Kaiserslautern aus und errichtet zwei neue Produktionshallen und ein Technologiezentrum.
Die Fertigungstiefe lag im Jahr 2016 bei 85 %. Zusätzlich wurden die Waagen in den Bereichen der Lebensmittel-, Gesundheits- und der chemischen Industrie sowie in der Logistikbranche vertrieben. Das Unternehmensangebot wurde um Produkte für Serialisierung und Rückverfolgbarkeit zur Vermeidung von Medikamentenfälschungen erweitert.
Das Unternehmen firmierte 2017 zur Wipotec GmbH um und erweiterte in den darauffolgenden Jahren seinen Standort in Kaiserslautern. 2023 wurden unter anderem eine neue Zerspanungsabteilung sowie eine Halle für elektromagnetische Verträglichkeit auf einer Fläche von 15.000 Quadratmetern geplant.

## Unternehmensstruktur
Die Wipotec GmbH hat ihren Sitz in Kaiserslautern und wird von Theo Düppre geleitet. Zur Wipotec-Gruppe gehören mehrere Tochtergesellschaften sowie 18 Niederlassungen. Im Geschäftsjahr 2022 beschäftigte das Unternehmen international 1200 Mitarbeiter, davon durchschnittlich 869 Mitarbeiter am Unternehmenssitz in Kaiserslautern. Wipotec erwirtschaftete 2022 einen Umsatz von 175,8 Millionen Euro.
In Deutschland betreibt Wipotec Standorte in Kaiserslautern, Schwäbisch Hall, Aachen, Dessau-Roßlau, Gröbenzell und Hildesheim. Hinzu kommen zwölf internationale Standorte in Italien, Singapur, Australien, Großbritannien, Frankreich, den Niederlanden, Spanien, Mexiko, der USA, der Schweiz und China.
Neben den eigenen internationalen Niederlassungen besitzt Wipotec auch zusätzliche Beteiligungen. Dazu gehören die Evolute GmbH & Co. KG, die Schmid Systemtechnik GmbH, die dänische Multicheck A/S, die Leich & Mehl GmbH, die Florin GmbH sowie die Mischitz GmbH aus Kaiserslautern.

## Produkte

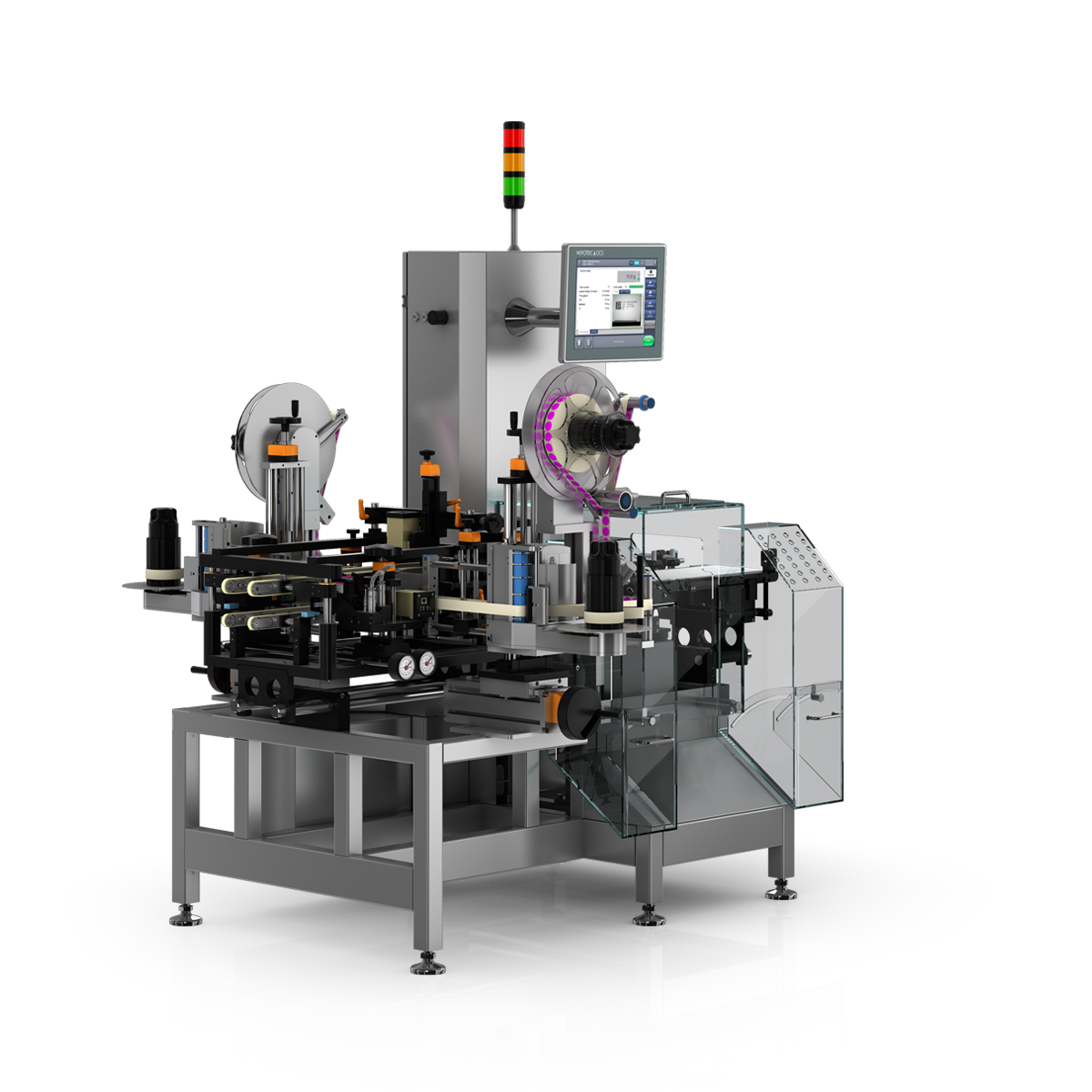
Serialisierungsmaschine TQS-HC-A mit Tamper-Evident

Wipotec ist als Erstausrüster tätig in der Entwicklung, Herstellung und dem Vertrieb von Wägezellen, Wägekits und Kontrollwaagen. Die Einschwingzeit der Wägekits beträgt circa eine Millisekunde und der Wägebereich reicht von einem Mikrogramm bis zu 120 Kilogramm.
Unter anderem werden Produkte und Systeme zur Serialisierung, Vollständigkeitskontrolle und Aggregation sowie Inspektionssysteme für die Endkontrolle im Produktionsprozess angeboten; beispielsweise werden Röntgenscanner, Optische Inspektionssysteme, Track & Trace Produkte, Kennzeichnungssysteme und Systeme für die KEP (Kurier Express Parcel) und die Intralogistikbranche angeboten.
Zu den Kunden gehören unter anderem Bayer, Lego und Nestlé.

## Auszeichnungen (Auswahl)
- 2016: Zukunftspreis, verliehen durch den Verein Zukunftsregion Westpfalz.[14]
- 2022, 2023, 2024: Top-100 Siegel in der Kategorie Innovationsklima, verliehen durch Compamedia.[15][16][17]
- 2022, 2023: Großer Preis des Mittelstandes, verliehen durch die Oskar-Patzelt-Stiftung.[18][19][20]